# Цяньтан
Цяньтан (кит.: 钱塘江, раніше називалася Чжецзян (кит. 浙江, пін. Zhèjiāng), Чжешуй (кит. 浙水, пін. Zhèshuǐ) і Чжехе (кит. 浙河, пін. Zhèhé) — річка у Китаї, найдовша річка в провінції Чжецзян.

## Гідрографія
Впадає в затоку Ханчжоу Східнокитайського моря. Площа водозбору становить близько 55 тисяч км², з яких на провінцію Чжецзян припадає 44 тисячі.
Живлення стоку відбувається переважно за рахунок дощових вод. Сезонний розподіл витрат води в річці Цяньтан нерівномірний, оскільки найбільше опадів у регіоні випадає з травня по червень, і на цей період припадає максимальний стік. Середній вміст наносів становить від 0,1 до 0,4 кг/км³. Середньорічний обсяг транспортування піску становить 6,68 млн тон. Вода в річці прозора, але на час паводків каламутніє.

## Використання
З 1950-х років на річці Цяньтан ведеться каскадна забудова. Побудовано десятки водосховищ і гідроелектростанцій.
Основний водний шлях Цяньтану нижче Ланьсі придатний для обмеженого судноплавства (водотоннажність від 30 до 100 тонн). Нижче Ханчжоу доступні лише морські пороми. Річка Цяньтан сполучається з Янцзи, Хуанхе, Хуайхе, Хайхе тощо через канал Пекін — Ханчжоу.

## Цікавий факт
- У гирлі Цяньтану можна спостерігати одні з найвищих у світі припливних хвиль.